# Квинси Џоунс
Квинси Дилајт Џоунс Млађи (енгл. Quincy Delight Jones Jr.; Чикаго, 14. март 1933 — Лос Анђелес, 3. новембар 2024) био је амерички музички продуцент, текстописац, композитор, аранжер и филмски и телевизијски продуцент. Добитник је бројних признања, међу којима 28 награда Греми, награда Еми за програм у ударном термину и награда Тони, а био је и номинован за седам Оскара и четири награде Златни глобус.